# Keltensiedlung auf dem Ringkogel

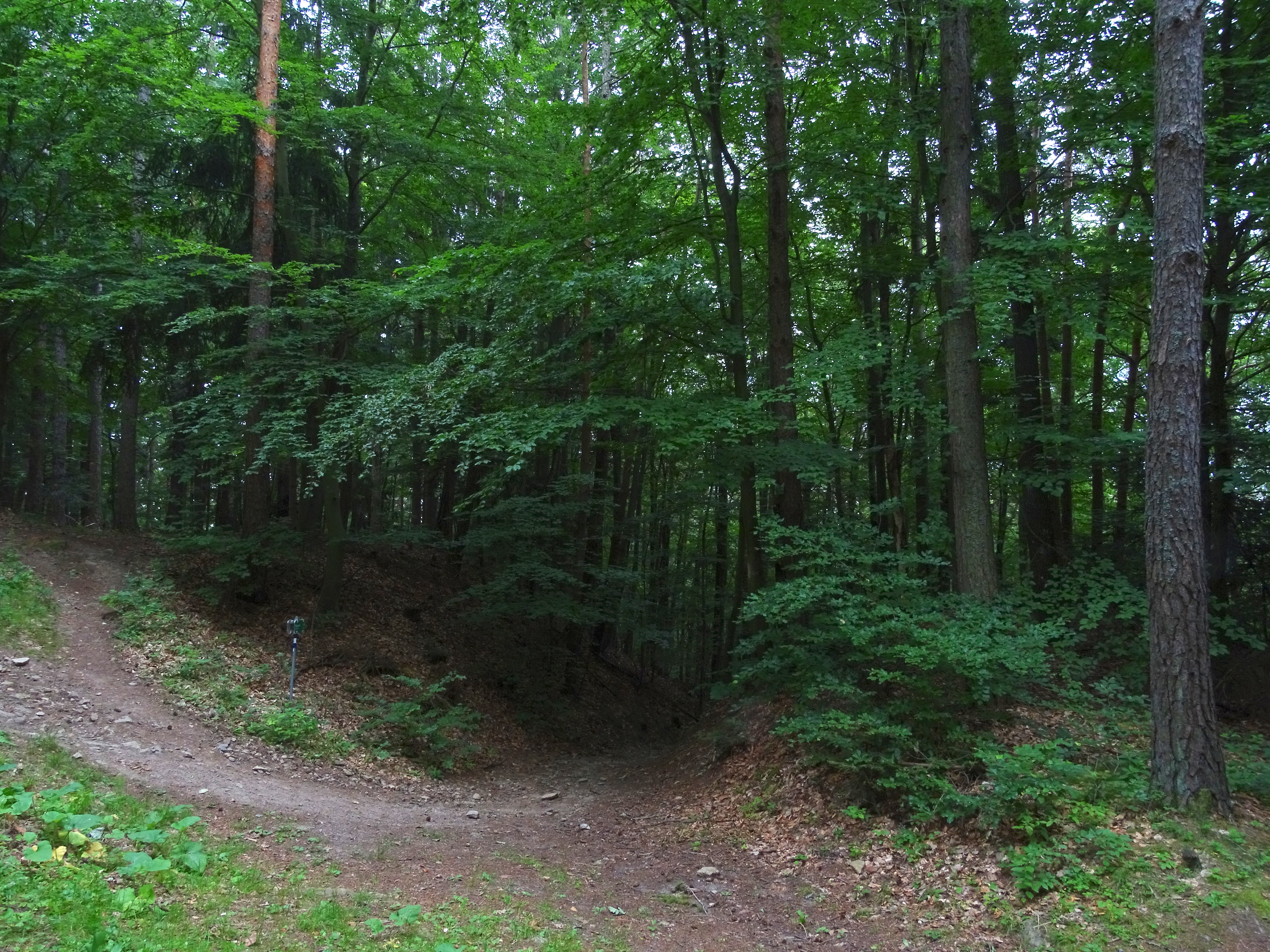
Reste einer der Toranlagen der Keltensiedlung. Der Hohlweg stellt den erhaltenen Rest des Zugangs zum Tor dar während sich links und rechts davon Reste des Walles erhalten haben.

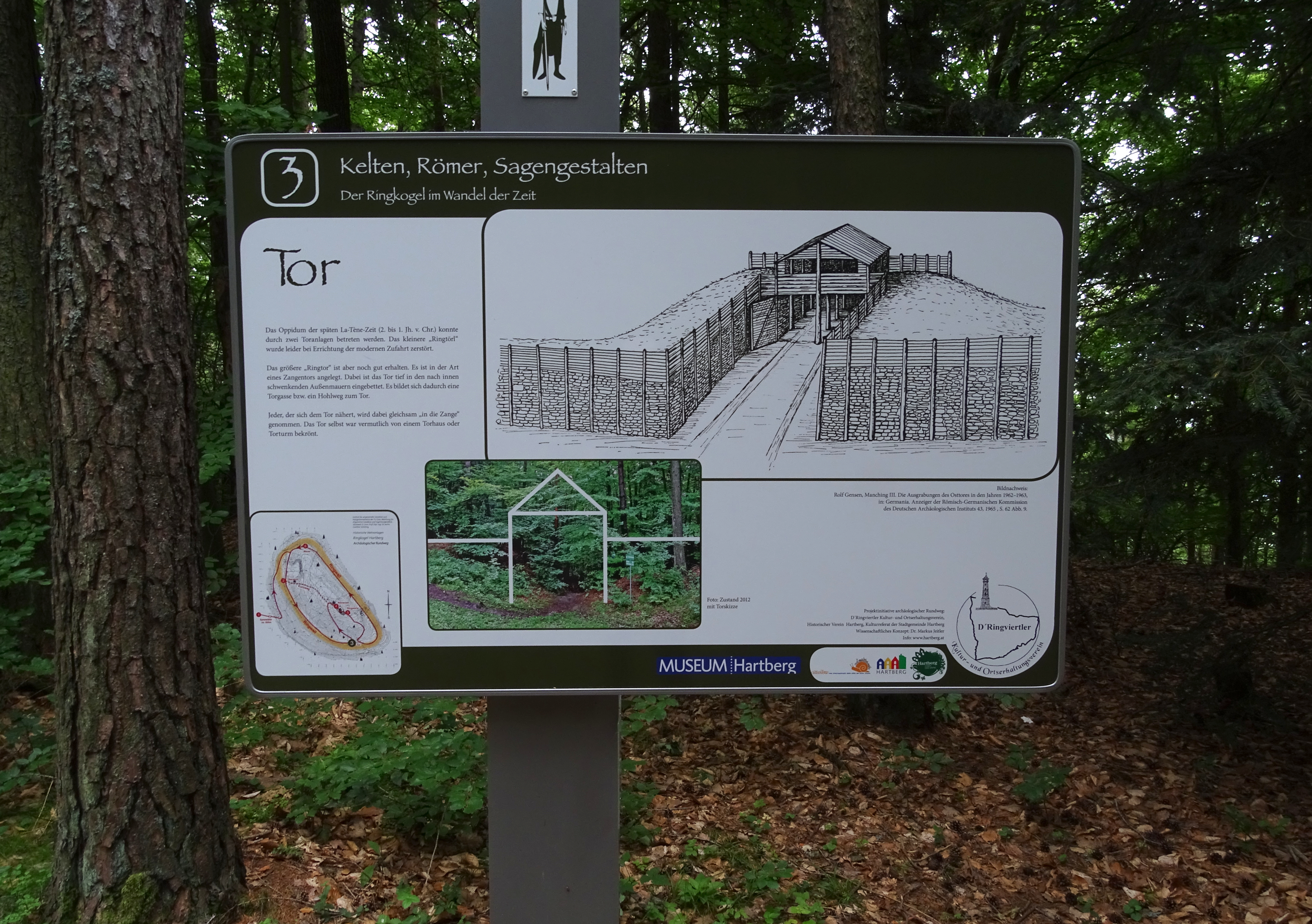
Eine der Schautafeln am Rundweg.

Die Keltensiedlung auf dem Ringkogel ist eine befestigte keltische Höhensiedlung aus der Hallstatt- und Latènezeit bei Hartberg im Oststeirischen Hügelland. Der Ringkogel hat eine Höhe von 789 m ü. A. und ist Teil des Masenbergmassivs. Auf den südwärts gerichteten Hängen liegen die Burg Neuberg und die Villa Rustica in Löffelbach.

## Grabungsgeschichte
Die Wälle auf dem Ringkogel wurden schon 1880 in einer Schrift über urgeschichtliche Gräber erwähnt. Erste Grabungen erfolgten 1894. 1906 wurden beim Bau der Ringwarte einige archäologische Fundstücke aus der römischen Kaiserzeit freigelegt, die heute zum Teil im Landesmuseum Joanneum in Graz aufbewahrt werden. Weitere Grabungen erfolgten 1926/27 durch Richard Pittioni und 1930 durch Walter Schmidt, den Vorstand der Altertumssammlung des Joanneums.
Pittioni unterschied eine hallstattzeitliche und eine latènezeitliche Siedlungsanlage, während Schmidt fälschlicherweise die Funde seiner fiktiven „Ostnorischen Kultur“ zuordnete. Außerdem verhinderte Schmidt durch einen erfolgreichen Einspruch eine Grabungsbewilligung für Studenten der Universität Wien wegen der Gefahr einer Zersplitterung der Forschungsergebnisse.
Um Raubgrabungen zu verhindern, werden durch das Joanneum seit 1997 regelmäßige Grabungskampagnen durchgeführt. Dabei wurden Schichten der späten Urnenfelder- und der frühen Hallstattzeit angeschnitten. Das Fundmaterial ist typisch für Höhensiedlungen in der Oststeiermark mit ihrer engen Bindung an die Kalenderbergkultur.

## Latènezeitliche Höhensiedlung
Der mittlere Befestigungswall wird der späten Mittellatènezeit (280 bis 150 v. Chr.) zugeordnet. Der Ringwall hatte eine Länge von rund einem Kilometer und besaß ursprünglich zwei Tore. Eines davon wurde bei der Anlage eines Steinbruches zerstört, das zweite ist noch gut als Zangentor erkennbar. Der Wall ist als Pfostenschlitzmauer mit einer Blendmauer ausgeführt, das Erdmaterial stammte von der Begradigung der Bergkuppe. Lose geschlichtete Steinblöcke dienten als Fundament, nach hinten waren sie mit hölzernen Ankern abgesichert. Ein Großteil der Blendmauer ist in den ursprünglich vorhandenen Graben am Fuß des Walles abgerutscht.
Hinter dem Wall war ein bebauungsfreier Streifen, erst hangaufwärts wurde auf einer Terrasse ein vermutlich zweigeschoßiges Haus aus der Latènezeit ergraben. Da weitere archäologische Ergebnisse vorerst noch fehlen, ist eine Beurteilung der Funktion der Gesamtanlage derzeit nur eingeschränkt möglich. Die Lage als Höhensiedlung und die massive Wehranlage deuten auf ein kleines Oppidum hin. 
Auch das Ende der Besiedlung kann noch nicht sicher angegeben werden. Als 2006 die unmittelbare Umgebung der Ringwarte umgebaut wurde, kamen bei einer Notgrabung hallstattzeitliche Bebauungsreste zutage, verbunden mit solchen aus der Latène- und der Römerzeit. Festzustellen, wie lange das Besiedlungskontinuum andauerte, ist Aufgabe der aktuellen Untersuchungen.

## Geschichtlicher Rundweg
Am Ringkogel wurde ein ca. 2 km langer geschichtlicher Rundweg mit erklärenden Schautafeln und Modellen des Wallaufbaues errichtet. 